# Ros Beiaardommegang
De Ommegang van Dendermonde is een aloude plechtigheid die plaatsvindt in Dendermonde. Tijdens die Ros Beiaardommegang wordt het reusachtige houten paard van stal gehaald en in een parade met praalwagens, figuranten, ruiters en de Gildereuzen door de straten van Dendermonde gedragen.
Aanvankelijk vond deze ommegang enkel plaats bij belangrijke gebeurtenissen en herdenkingen, maar sinds 1990 wordt die tienjaarlijks georganiseerd; het is telkens een waar volksfeest en het afscheid van het paard valt altijd zwaar, laatst in 2022.
De Dendermondse traditie van het Ros Beiaard en de drie gildereuzen is erkend als UNESCO Meesterwerk van het Oraal en Immaterieel Cultureel Erfgoed.
Op 29 mei 2022 heeft de ommegang weer plaatsgevonden in Dendermonde, twee jaar vertraagd door de Coronacrisis. De volgende ommegang wordt verwacht in 2030.

## Elementen, groepen en taferelen
De Ros Beiaardommegang heeft telkens een bepaald thema. Bij de editie van 2022 was dat "De gouden eeuw van de Bourgondiërs". De ommegang bevat naast een aantal taferelen die eigen zijn aan het thema van die specifieke editie, ook een reeks elementen en groepen die (bijna) elke keer opnieuw een plaats krijgen binnen het gebeuren. Dit zijn:
- Wagens en groepen die de geschiedenis van Dendermonde voorstellen alsook de spotnamen van de Dendermondenaren zoals kopvleesfretters, polydoorkes en flauzemakers.
- Wagens en groepen die de sage van het Ros Beiaard en de Vier Heemskinderen uitbeelden.
- Het Rad van Avonture
- Peird zonder Steirt - Laatst in 1975
- De Kemel - Laatst in 1975
- De hellebaardiers - Zij vormen de erewacht van het Ros Beiaard en blijven, gewapend met hun hellebaarden, tot het laatste ogenblik het Ros Beiaard vergezellen tot aan de kazerne. De Dendermondse hellebaard is 260 cm lang en weegt 2,88 kg.
- De vendeliers
- De knaptanden
- 't Schipke
- De Walvis
- De hellewagen
- De gildereuzen Indiaan, Mars en Goliath
- De Rosbeiaardharmonie
- De buskruitschutters

De hoofdrol is weggelegd voor het Ros Beiaard zelf dat gedragen wordt door de Gilde der Vrije Pijnders.